# 獣姦

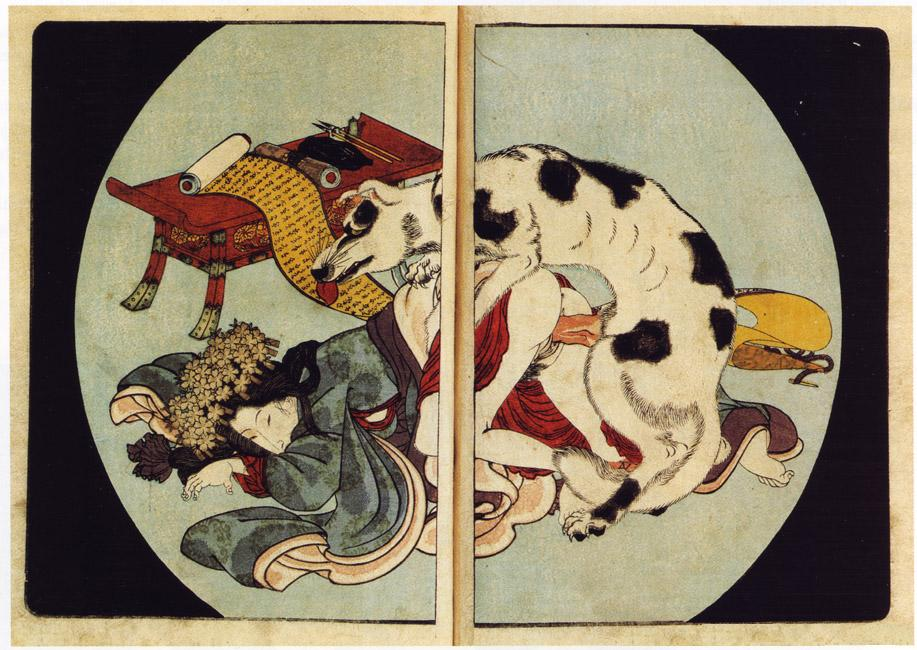
艶本『恋のやつふぢ』（南総里見八犬伝のパロディ）挿絵。歌川国貞画

獣姦（じゅうかん、英語: bestiality）とは、人間が人間以外の動物と行う性行為のことである。
なお、人間が他の種類の動物に対して性的魅力を感じる性愛は、動物性愛、ズーフィリア（英語: Zoophilia、ギリシャ語のζώον zóon「動物」+ φίλειν phileín 「愛する」、ゾーフィリアとも）と呼ぶ。

## 歴史
- 『出エジプト記』22章18節には「全て獣と寝る者は必ず死刑に処される」とある。これはモーゼが神から授かった十戒に次ぐ契約の書として書かれている。
- 古代インカでは、酪農家は家畜に餌を食ませるためかなり遠い地域まで草を求めて遠征したが、この仕事は男性の仕事とされ、何週間も家族とも人間の社会とも離れて生活するため、孤独を癒すために家畜のヤギやリャマで発散したとされる[要出典]。

獣姦は歴史的に宗教的戒律から禁じられてきた。しかし、現代においては後述のように動物虐待といった観点以外これを禁ずる社会的規範を当てはめることはできない。
2005年、アメリカ・ワシントン州において雄馬と性行為をした男が大腸穿孔により死亡した事件があり（イーナムクロー馬姦事件）、のちに同州では動物との性交、および撮影が法律により禁止された。
ドイツでは、刑法175条によって男性間の同性愛とともに獣姦が禁止されていた。この条文はドイツ帝国の時代に制定され、ナチスドイツ、東西ドイツ分裂を経て、ドイツ再統一後に廃止された。

## 獣姦の対象

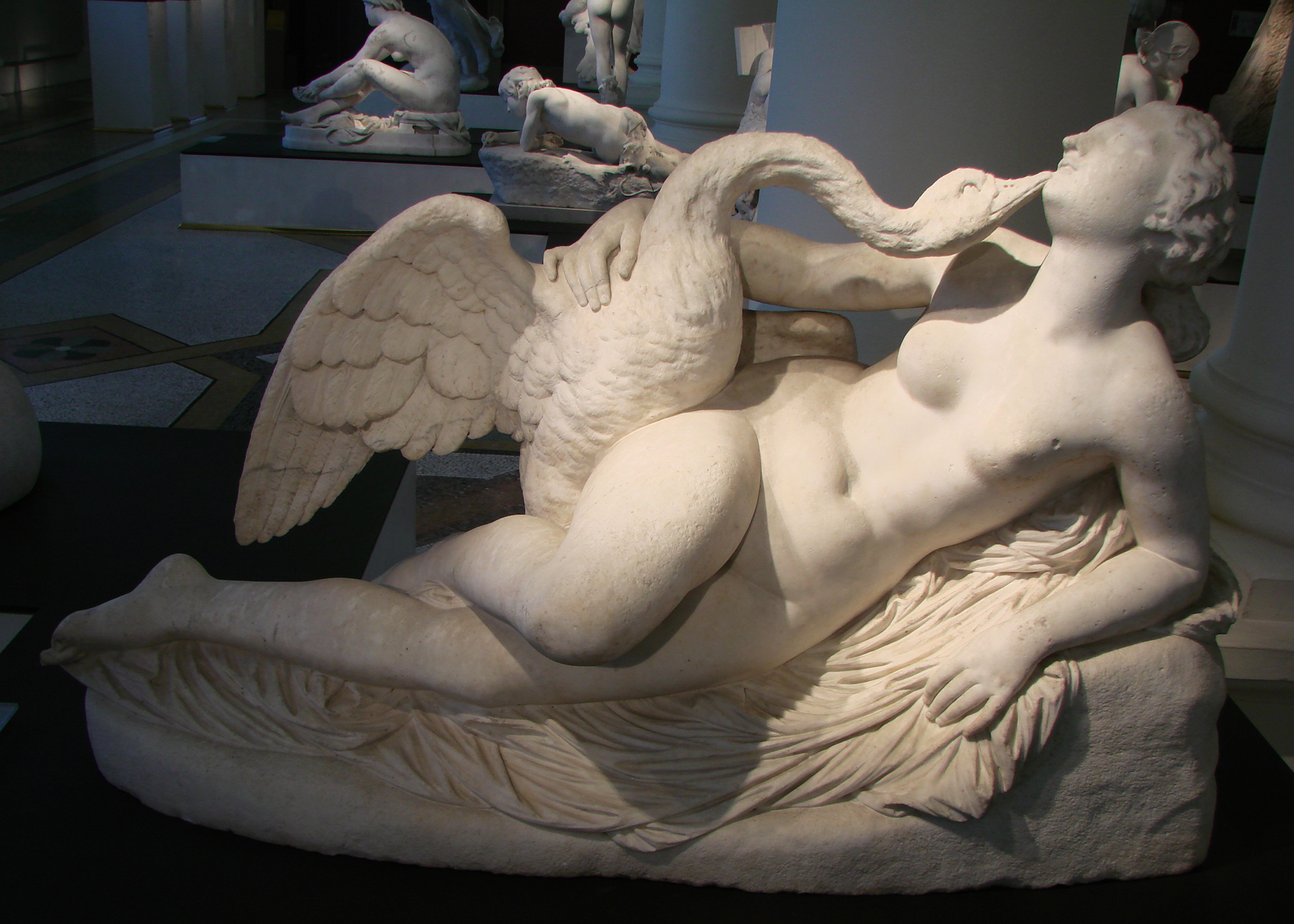
白鳥に変身したゼウスとレーダー

神話・伝説においては、獣姦は芸術、文学にしばしば登場し、中でもギリシャ神話がよく知られている。
白鳥に変じたゼウスとレダが性交し、のちにトロイ戦争の火種となるヘレネーが誕生する話をはじめ、ミノス王の妃パーシパエー（パシファエ）が牛と性交して後に牛頭人身のミノタウロスを産んだ話などがある。
日本のおいては、農家の飼いウマとその家の娘が性交して夫婦となった遠野のオシラサマ伝説などがある。

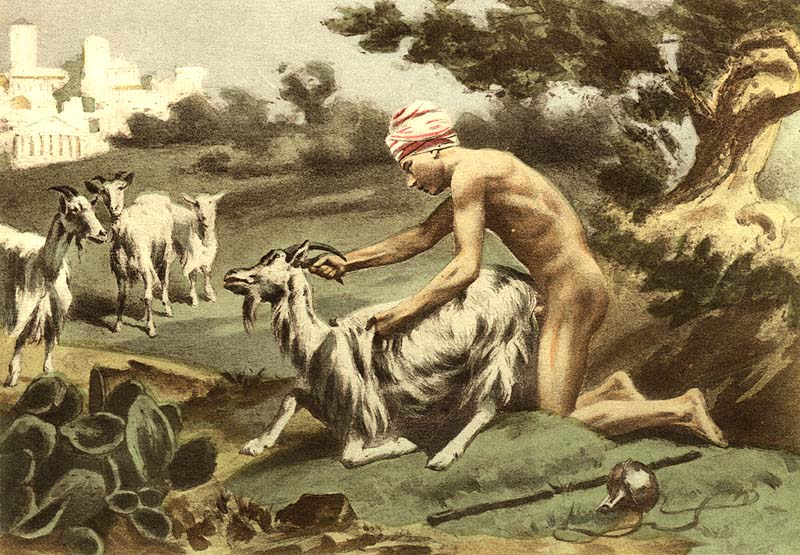
ヤギと男（エドゥアール＝アンリ・アヴリル作）

また、類人猿に限らず、幼少時から人間に育てられた動物が人間に求愛行動をすることはコンラート・ローレンツによって報告されており、獣姦の例としてはアラビアンナイトで人間の女性を襲うヒヒが登場している。なお、獣姦は動物虐待とみなされることもある。

## 日本における獣姦

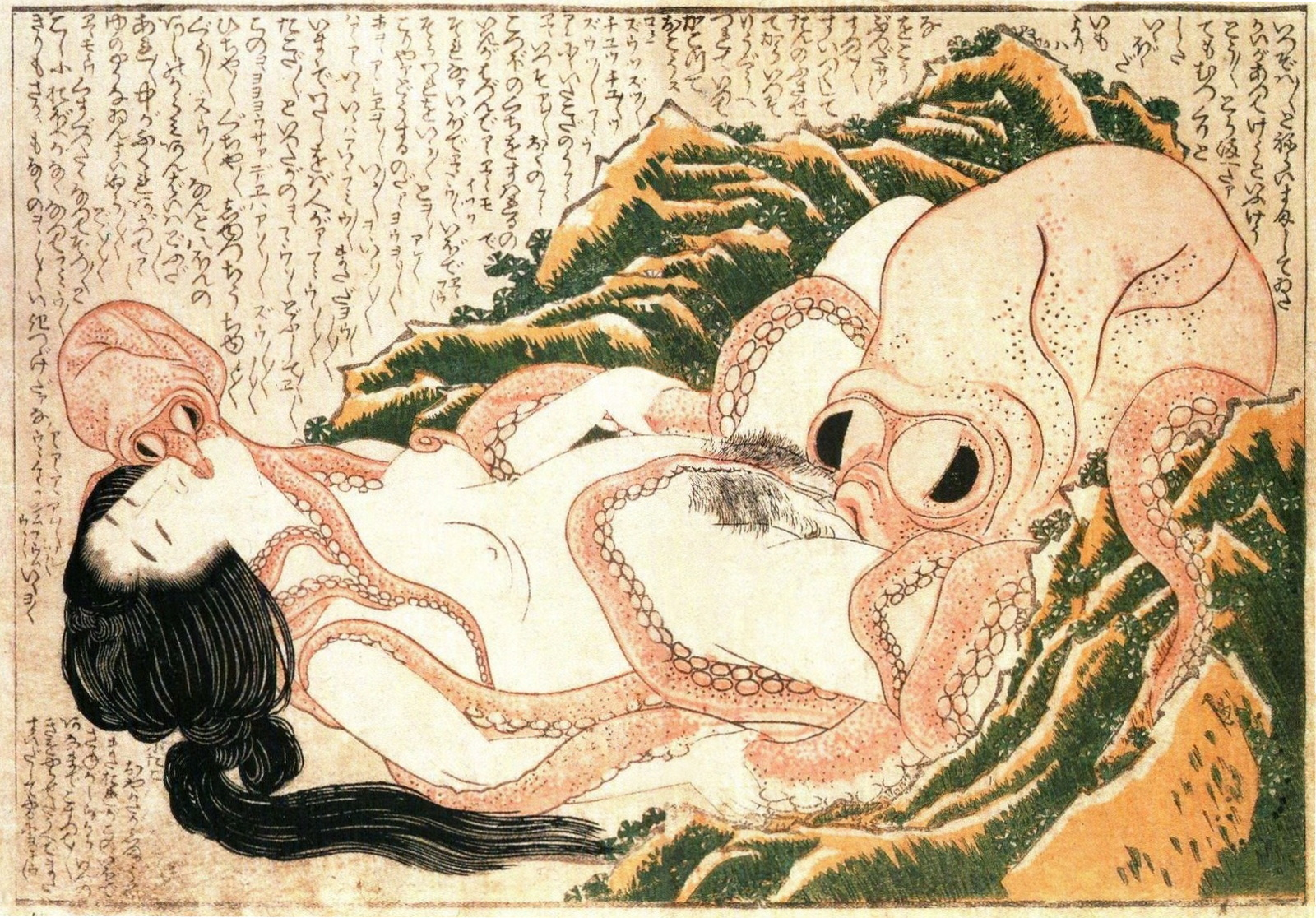
葛飾北齋《蛸と海女》

古代日本では、延喜式の『天つ罪・国つ罪』に獣姦を罪とする『畜犯せる罪』が記されており、『古事記』の仲哀天皇段には「馬婚（うまたわけ）」「牛婚（うしたわけ）」「鶏婚（とりたわけ）」「犬婚（いぬたわけ）」と動物ごとに細分化されている。
江戸時代に入ると、浮世絵の春画にエイを犯す漁師、タコに犯される海女（蛸と海女）などが描かれる。
明治時代末、白瀬矗陸軍中尉率いる南極探検隊がペンギンを相手に獣姦を行っていたことが指摘されている。
現代では、アダルトビデオのジャンルとして撮影のための獣姦が行われている（『獣皇』シリーズなど）。

## 衛生上の問題
人間ほど衛生的ではない動物と交合することによる性感染症などのリスクを伴う。モロッコではロバを犯した少年15人が狂犬病に感染し、病院へと搬送される事例が起こった。その後、ロバは感染を食い止めるために殺処分されたという。

## 獣姦が登場する作品

### 映画作品
『あばよダチ公』（1974年、日活）
欲求不満から、ジンギスカンにするべく食料として盗んできた山羊と性交する男が登場する。
『邪淫の館・獣人』（1975年、フランス）
ヴァレリアン・ボロヴズィック監督作。熊に似た獣人とフランス貴族の女性の交尾で、獣人の巨大な陰茎が何度も射精する描写がある。
『父 パードレ・パドローネ』（1977年、イタリア）
ガヴィーノ・レッダ作。イタリアのサルデーニャ島で牧童が日常的に家畜を相手に獣姦を行っていた事実が明らかにされた。
『北斎漫画』（1981年、松竹）
葛飾北斎の波乱に満ちた半生を描いた作品で、お直（樋口可南子）が大きな蛸と性交する『蛸と海女』のイメージが実写で描かれる。
『楢山節考』（1983年、東映）
姥捨山の話をモチーフに信州の山奥の寒村に住む人々を描いた作品。犬と性交する男が登場する。
『犬とおばさん』（1995年、エクセス）
主演女優（辻真亜子）と犬との獣姦を描いた作品。成人映画ながら広告媒体などを通じ一般に広く知られる。
『続・犬とおばさん』（1995年、エクセス）
前作を受けて製作された犬との獣姦を描いた作品。
『変態村』（2004年、フランス）
地図に載っていない小さな村に迷い込んだ売れない歌手の青年が体験する恐怖を描いた作品。豚と性交する村人たちが登場する。

### 漫画
『ゴールデンカムイ』（2014年、野田サトル）
野生動物との獣姦に固執する動物学者・姉畑支遁が登場する。TVアニメ版においては、放送コードにかかることから登場するエピソードがカットされ、単行本同梱のOVAで放映される形となった。

### 浮世絵
『蛸と海女』（1820年ごろ）
葛飾北斎による『喜能会之故真通』の中の一図。2匹の蛸と性交する女が描かれている。

### アダルトビデオ
『男と女のアニマルゲーム』(1987年、V&Rプランニング)
監督:安達かおる。男優の並木翔(なみき・しょう)がヤギとやり、女優の山岸恵がコリー犬に犯される。超売れっ子AV男優の並木翔がオスのヤギのアナルに挿入し、噂が広がり女優・メーカーらが並木翔をNG男優に指名し、並木翔の仕事がなくなったという逸話がある。
獣皇
詳細は、獣皇を参照。
その他、獣姦モノのAVをだしたことのあるメーカー。
- 月光 - 2003年11月 - 2008年8月にかけて、40作以上制作。
- カルマ - 2005年4月〜2008年1月にかけて、「パイパン獣姦」シリーズなど、13作品ほどリリース。
- 株式会社アルファーインターナショナル - 2006年3月から2007年2月にかけて、『THE DOG GAME 監禁獣姦レイプ』シリーズで5作品。 松井さくらや綾野みゆきが出演。
- ワープエンタテインメント - 2008年10月30日『DOGGY FUCK ～女ハ獣ヲ目デ犯ス 村上里沙』。

## ズーフィリアの精神医学における定義
世界保健機関 (WHO) の『疾病及び関連保健問題の国際統計分類 (ICD) では以前は「性嗜好障害」という言葉を用いていたが、2019年の「ICD-11」からは「性嗜好障害」という言葉を使わずに「パラフィリア症群」という言葉を用い、動物への性的興奮の症状は「同意しない者を対象とする他のパラフィリア症群」として下位に分類されている。
この「パラフィリア症群」は以下の内容で特徴づけられる。
- 持続的かつ強烈な非典型的性的興奮パターンを有する。
- そのパターンは、同意能力のないあるいは同意を拒む者を対象とする。
- もしくは、そのパターンは、自身に著しい苦痛をあたえる。ただし、それはその興奮パターン自体によるものであり、単にその興奮パターンが他者から拒絶されること、または他者から拒絶されるのを恐れることによる二次的なものではない。
- もしくは、そのパターンは、たとえ相手の同意があったとしても自身か相手に傷害・死亡に至る重大なリスクを生じさせる。

## 書籍
- 『愛しのペット―獣姦の博物誌』（2000年、工作舎、ISBN 4875023308）